# Feniseca novascotiae
Feniseca novascotiae är en fjärilsart som beskrevs av Mcdunnough 1935. Feniseca novascotiae ingår i släktet Feniseca och familjen juvelvingar. Inga underarter finns listade i Catalogue of Life.